# Código Civil de Alemania

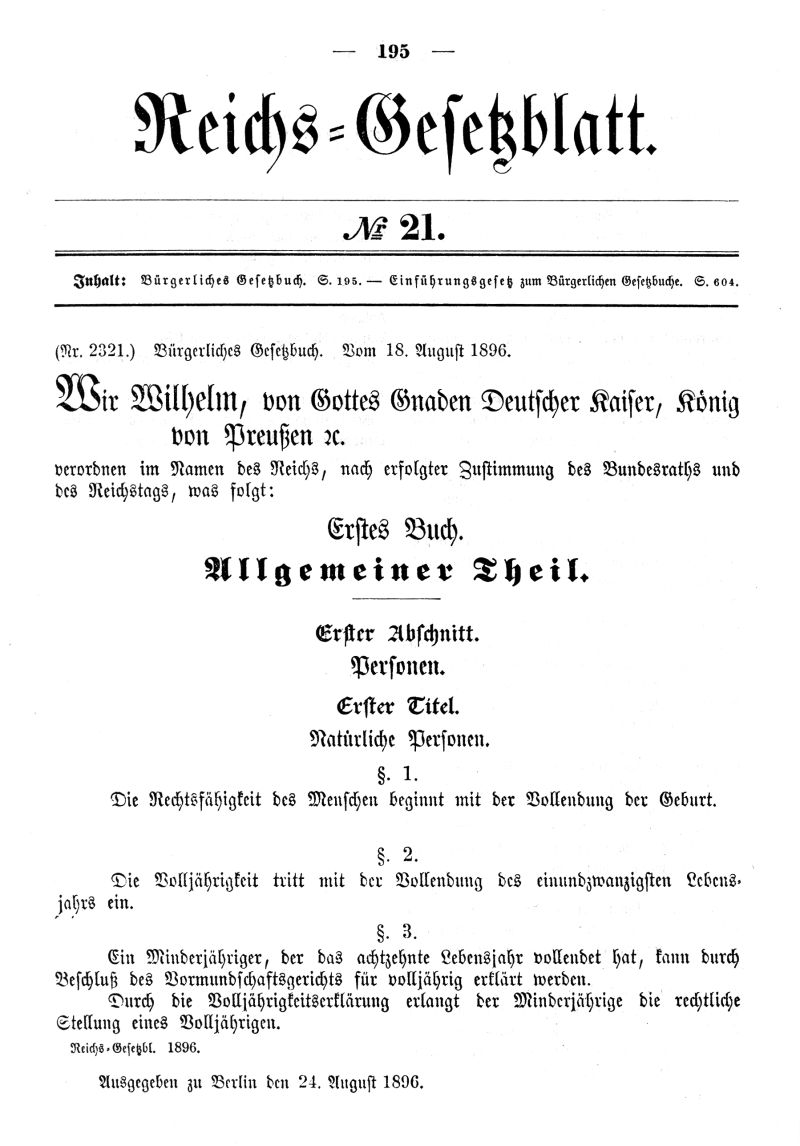
Publicación en la Boletín del Reich el 24 de agosto de 1896.

El Código Civil de Alemania (en alemán Bürgerliches Gesetzbuch o BGB) es el código civil de Alemania. Su redacción comenzó en 1881 y entró en vigor el 1 de enero de 1900, considerándosele un proyecto de vanguardia para su época.
El BGB ha servido de fuente para la legislación civil de varios países de tradición jurídica continental e incluso para otros ajenos a dicho ámbito, como la República Popular China, Japón, Corea del Sur, Taiwán y Grecia.

## Historia

### Imperio Alemán
El ejemplo de la codificación francesa de 1804 produjo también en Alemania el deseo de tener un código civil (a pesar de la oposición de la Escuela Histórica del Derecho de Friedrich Carl von Savigny), que sistematizara y unificara las diferentes y heterogéneas leyes vigentes en el territorio alemán. Sin embargo, la realización de ese proyecto durante la Confederación Alemana era compleja debido a que no existía un órgano legislativo apropiado. 
Sin embargo, en 1871, los varios Estados alemanes fueron unificados bajo el Imperio Alemán. Al comienzo, la potestad legislativa sobre materias de derecho civil era ejercida por cada uno de los estados, y no por el Imperio ("Reich") que reunía tales estados. En 1873 se aprobó una enmienda constitucional (llamada "Lex Miquel-Lasker" - en referencia a sus autores, diputados Johannes von Miquel y Eduard Lasker) que transfería esta facultad al Reich. Se formaron entonces varias comisiones que redactaron un solo texto, el cual se transformaría en una codificación civil para todo el Imperio, reemplazando la legislación de los estados. 
Un primer proyecto, en 1888, no contó con apoyo suficiente. Una segunda comisión de 22 miembros, compuesta tanto por juristas como por representantes de los empresarios así como de las principales corrientes ideológicas del momento, redactó un segundo proyecto. Así, después de décadas de trabajo, durante las cuales se recibieron las contribuciones de algunos de los mejores juristas de la época y se observó el trabajo realizado en codificaciones anteriores tales como la francesa, finalmente se aprobó el BGB por el parlamento del Reich en 1896. Entró en vigencia el 1 de enero de 1900 y constituye el principal cuerpo normativo de derecho civil de Alemania desde entonces.

### Régimen Nazi
En la Alemania Nazi, hubo planes de reemplazar el BGB por una nueva codificación que se llamaría Volksgesetzbuch, «código del pueblo», el cual debía reflejar la ideología nacionalsocialista en lugar del liberalismo del BGB, pero tales planes no lograron resultados. En cualquier caso, ciertos principios generales del BGB, como el principio de buena fe (§ 242 BGB) fueron empleados para insertar la ideología nacionalsocialista en el BGB.

### Alemania desde 1945
Cuando Alemania se dividió en un Estado capitalista en Occidente y uno socialista en el Este después de la Segunda Guerra Mundial, el BGB siguió regulando el Derecho privado de ambas naciones. Sin embargo, poco a poco, el Este fue reemplazando las disposiciones del BGB por nuevas regulaciones, comenzando por un Código de la Familia en 1966 para terminar con un código civil en 1966 y una Ley de Contratos en 1976. Desde la reunificación de Alemania en 1990, el BGB ha sido reinstaurado como normativa aplicable al Derecho privado de toda Alemania.
El BGB ha sido modificado varias veces desde su promulgación. Los cambios más importantes ocurrieron en 2002, cuando el Derecho de obligaciones, uno de sus cinco libros, fue reformado profundamente. Además, la forma en que las Cortes construyen e interpretan las disposiciones del Código ha evolucionado de diversas maneras a lo largo del tiempo, y continúa desarrollándose. Ello se debe al alto grado de abstracción en que está redactado el Código.
Recientemente el legislador ha intentado de incorporar leyes dispersas (descodificación) sobre materias de Derecho privado, nuevamente en el BGB. Por ejemplo, la legislación sobre arrendamientos urbanos que se encontraba separada en la Miethöhengesetz, ha sido incorporada de nuevo al BGB.
El BGB es la pieza central del sistema de derecho privado alemán. Las demás normas descansan en los principios de este. De este modo en el Código de Comercio alemán sólo se encuentran reglas especiales acerca de las sociedades comerciales y sociedades limitadas, pues las reglas generales sobre sociedades contenidas en el BGB les son aplicables.
El sistema del BGB es típico de la pandectística del siglo xix y ha encontrado críticas desde un comienzo por su falta de contenido «social». El legislador, junto a la aplicación histórica del código ha mejorado el sistema a lo largo de los años con el objeto de adaptar el BGB a este fin, con mayor o menor éxito. Recientemente la influencia del derecho comunitario de la Unión Europea ha sido bastante fuerte y varias modificaciones al BGB se deben a este hecho.

## Estructura
El BGB contiene cinco libros:
- La Parte general (Allgemeiner Teil), que abarca los artículos 1 a 240, comprende la regulación de elementos que tienen consecuencias en el resto de las partes del derecho civil. Se trata de las personas físicas y morales, del acto jurídico y negocio jurídico, y de la capacidad jurídica, la mayoría de edad, la emancipación y la representación (poder unilateral y mandato).
- El derecho de obligaciones (Schuldrecht), que abarca los artículos 241 a 853, y describe los diferentes contratos o las obligaciones en general, incluyendo la responsabilidad civil, el enriquecimiento injusto y los títulos valores.
- El derecho de bienes (Sachenrecht), artículos 854 a 1296, que regula la posesión, la propiedad y otros derechos reales (incluyendo las cargas reales como el censal o censo consignativo y la carga fundiaria), y los diferentes modos de adquirirlos.
- El derecho de familia (Familienrecht), artículos 1297 a 1921, que dice relación con el matrimonio y divorcio, los regímenes matrimoniales, la filiación, la tutela y curatela, la responsabilidad parental y demás relaciones de familia.
- El derecho sucesorio (Erbrecht), artículos 1922 a 2385, que gobierna la suerte de los bienes del causante, incluyendo la sucesión por causa de muerte y los requisitos y efectos de las transmisiones mortis causa (testamento y pactos sucesorios).

## El principio de abstracción
Un elemento particularmente importante y distintivo en el sistema del BGB es el principio de abstracción (en la terminología jurídica alemana Abstraktionsprinzip, aunque la palabra no aparece en ningún sitio de la ley), el cual domina todo el código y es vital para el entender cómo el BGB trata las instituciones jurídicas, tales como los contratos. Este principio, que en materia de propiedad se expresa en la distinción entre título y modo, ha de considerarse una particularidad del derecho alemán, frente a los códigos de inspiración romana. (Cf. por ejemplo, Molina Martínez, El crédito documentario y sus documentos, Editorial FC, Madrid, 2001, p. 90: «En España, el principio de abstracción sólo se aplica con carácter residual y muy excepcionalmente»).
Un ejemplo puede aclarar esto: en el sistema del BGB la propiedad, como en la antigua Roma, no se transfiere por el contrato de compraventa, como ocurre en la mayoría de los sistemas que siguieron al Código Civil Francés. Por el contrario, el contrato de compraventa solamente obliga al vendedor a transferir la propiedad del objeto al comprador, mientras este se obliga a pagar el precio pactado. El comprador no adquiere inmediatamente la propiedad en virtud del contrato así como el vendedor no adquiere el dinero. El artículo 433 (§ 433) del BGB explícitamente establece estas obligaciones de ambas partes. Entonces, el vendedor y el comprador han adquirido derechos (y acciones para exigirlos) recíprocos. La transferencia de propiedad se verifica por otro negocio jurídico, la tradición, que se regula en los artículos 929 y siguientes. Así, una sencilla venta de bienes muebles que se paga inmediatamente en efectivo, será para el Código Civil un conjunto de (al menos) tres negocios jurídicos distintos: el contrato de venta mismo que obligará al vendedor a transferir la propiedad a comprador, y a este a pagar el precio; la tradición por la cual se transmite la propiedad al comprador y por la cual el vendedor cumple su obligación; y el pago que transfiere el dinero del comprador al vendedor y por el cual el comprador cumple con su obligación. 
Esto no quiere decir que los contratos en Alemania sean más complicados para las personas involucradas. Los contratos más cotidianos no son diferentes en su apariencia externa, respecto de otros sistemas jurídicos. Por ejemplo, si alguien compra un periódico en un kiosco sin siquiera decir una palabra al tendero, los tres negocios jurídicos mencionados se cumplirán por manifestación tácita de la voluntad.
Aunque el principio de abstracción no es común en otros sistemas jurídicos y puede contradecir el sentido común del tráfico comercial, es indiscutido en el sistema jurídico alemán. La principal ventaja del principio de abstracción es su aptitud para proporcionar un sustento jurídico para casi cualquier transacción comercial sin importar cuán compleja sea. Un buen ejemplo es la venta con reserva de dominio. Si alguien compra un bien y paga el precio en cuotas, el sistema debe arbitrar dos intereses en conflicto: el comprador desea tener el bien comprado inmediatamente, mientras el vendedor quiere asegurar el pago íntegro de la compra. En virtud del principio de abstracción, el BGB otorga una respuesta simple: el contrato de compraventa obliga al comprador a pagar el precio íntegramente y exige al vendedor transferir el dominio de la cosa una vez recibida la última cuota del precio. Debido a que la constitución de las obligaciones y la transferencia efectiva del dominio operan en dos negocios jurídicos distintos resulta fácil asegurar los intereses de ambas partes. El vendedor mantiene el dominio de la cosa hasta que se haya pagado completamente el precio y el comprador obtiene la tenencia de la cosa comprada. Si falta a su obligación de pagar el precio el vendedor puede perseguir la cosa ejerciendo la acción de dominio.